# ليلى حيدري
ليلى حيدري (مواليد 1978) ناشطة أفغانية وصاحبة مطعم. تدير مخيم الأم، وهو مركز لإعادة تأهيل مدمني المخدرات أسسته في كابول، أفغانستان، في عام 2010. كما أنها تمتلك تاج بيجوم، وهو مقهى في كابول يمول مخيم الأم. وكثيرا ما يقتحم تاج بيجوم لأنه يكسر المحظورات؛ المقهى تديره امرأة ويسمح للرجال والنساء غير المتزوجين بتناول الطعام معًا. الحيدري هي موضوع الفيلم الوثائقي ليلى على الجسر 2018. وهي واحدة ضمن 100 امرأة على قناة بي بي سي في عام 2021.

## سيرة شخصية

### النشأة والزواج والتعليم
ولدت الحيدري لأسرة أفغانية في مدينة كويتا الباكستانية عام 1978. انتقلت عائلتها عندما كانت رضيعة إلى إيران كلاجئين. تزوجت وهي طفلة في سن الثانية عشرة من الملا وكان في الثلاثينيات من عمره. أنجبت طفلها الأول في سن 13 عامًا كان للزوجين ثلاثة أطفال في المجموع. وعندما سمح لها زوجها بأخذ دروس دينية، بدأت حيدري سرا في دراسة مواد أخرى. حصلت على شهادة جامعية في صناعة الأفلام. طلقت حيدري زوجها عندما بلغت من العمر 21 عاما. وفقًا للشريعة الإسلامية، بقي الأطفال مع والدهم.

### الوظيفي والنشاط
انتقلت الحيدري إلى أفغانستان عام 2009. وجدت شقيقها، حكيم، يعيش تحت جسر Pul-e-Sokhta [الإنجليزية] في كابول مع مئات من مدمني المخدرات الآخرين. بدافع من حالة شقيقها، وتزايد مشكلة المخدرات في أفغانستان، وندرة الملاجئ التي تديرها الحكومة للمدمنين، أنشأت حيدري مركزًا لإعادة تأهيل المخدرات في عام 2010. سمي المركز باسم مخيم الأم من قبل عملائه الأوائل. لا يتلقى المركز أي تمويل حكومي أو مساعدات أجنبية. إنه مركز إعادة التأهيل الأهلي الوحيد في المدينة.
افتتحت حيدري في عام 2011 مطعم تاج بيجوم في كابول من أجل تمويل مخيم الأم. وقد لوحظ أن المطعم تديره النساء، وهو أمر نادر في أفغانستان، ولأنه يوفر مساحة يمكن للرجال والنساء المتزوجين وغير المتزوجين من خلالها الاختلاط معًا، وهو من المحرمات الثقافية في المجتمع المحلي. يوظف المطعم الأفراد الذين عاشوا في مخيم الأم. تعرض مطعم حيدري لمداهمة من قبل الشرطة في عدة مناسبات، على ما ورد لأن الرجال والنساء يتناولون الطعام معًا في المكان، ولأن حيدري لا ترتدي الحجاب، ولأنها سيدة أعمال. وقد تحدثت ضد وجود طالبان في أفغانستان، بما في ذلك التهديدات التي تمثلها لحقوق المرأة في البلاد. وانتقدت الحكومة الأفغانية لعدم إشراكها النساء في عملية السلام بسبب الحرب الدائرة في أفغانستان. كانت الحيدري في عام 2019 متحدثًا مدعوًا في منتدى الحرية في أوسلو [الإنجليزية] ، الذي استضافته مؤسسة حقوق الإنسان.
سميت كواحدة من 100 امرأة على قناة بي بي سي في عام 2021.

## ليلى عند الجسر
الحيدري هي موضوع فيلم وثائقي، ليلى على الجسر ، من إخراج إليزابيث وجولستان ميرزائي. حاز الفيلم على جائزة FACT: جائزة الأفلام الوثائقية الاستقصائية في مهرجان CPH: DOX السينمائي بكوبنهاجن عام 2018. كما فاز بجائزة العدالة الاجتماعية للفيلم الوثائقي في مهرجان سانتا باربرا السينمائي الدولي السنوي الرابع والثلاثين.